# Wallenbergsfären
För andra betydelser, se Wallenberg (olika betydelser).
Wallenbergsfären är en svensk företagssfär som utgörs av ett antal företag, i vilka Wallenbergstiftelserna direkt eller genom sin dominans i Investor AB har ett stort inflytande genom aktieinnehav. I allmänhet sker inflytandet genom innehav av en betydande del av företagens röststarka aktieserier.
Medlemmar av Wallenbergfamiljen kontrollerar också direkt eller indirekt företag på annat sätt än genom Wallenbergstiftelserna eller Investor AB. Sådan verksamhet räknas normalt inte som en del av Wallenbergsfären. Detta gäller inte minst verksamheter där Peder Wallenberg har ett avgörande inflytande.

## Företag inom Wallenbergsfären
- ABB
- Astra Zeneca
- Atlas Copco
- Electrolux
- Epiroc
- EQT
- Ericsson
- Grand Hôtel, Stockholm
- Husqvarna
- Kunskapsskolan
- Mölnlycke Health Care
- Permobil
- Saab AB
- SEB
- SKF
- Stora Enso
- Tre
- Wärtsilä

## Företag som tidigare tillhört Wallenbergsfären
- Gambro
- Aleris
- WM-data
- Scania

## Utbildningsinstitutioner inom Wallenbergsfären
- Handelshögskolan i Stockholm